# بيل هولدن
بيل هولدن (بالإنجليزية: Bill Holden)‏ هو لاعب كرة قاعدة أمريكي، ولد في 7 سبتمبر 1889 في برمنغهام في الولايات المتحدة، وتوفي في 14 سبتمبر 1971 في بينساكولا في الولايات المتحدة.

## وصلات خارجية
- بيل هولدن على موقعبيزبول رفرنس.كوم (الدوري الرئيسي) (الإنجليزية)
- بيل هولدن على موقعبيزبول رفرنس.كوم (الدوري الثانوي) (الإنجليزية)